# Paolo De Ceglie
Paolo De Ceglie (Aosta, Valle de Aosta,  Italia, 17 de septiembre de 1986) es un exfutbolista italiano. Jugaba de defensa y su último equipo fue el Miami Beach CF de Estados Unidos.

## Selección nacional
Ha sido internacional con la selección de fútbol de Italia en las categorías sub-19, sub-20, sub-21 y sub-23.

### Participaciones en Eurocopas
| Eurocopa                | Sede   | Resultado |
| ----------------------- | ------ | --------- |
| Eurocopa Sub-21 de 2009 | Suecia | Semifinal |

## Clubes
| Club                  | País           | Año       |
| --------------------- | -------------- | --------- |
| Juventus F. C.        | Italia         | 2006-2007 |
| A. C. Siena           | Italia         | 2007-2008 |
| Juventus F. C.        | Italia         | 2008-2014 |
| Genoa C. F. C.        | Italia         | 2014      |
| Parma F. C.           | Italia         | 2014-2015 |
| Juventus F. C.        | Italia         | 2015      |
| Olympique de Marsella | Francia        | 2015-2016 |
| Juventus F. C.        | Italia         | 2016-2017 |
| Servette F. C.        | Suiza          | 2018      |
| Miami Beach CF        | Estados Unidos | 2020-2021 |

## Palmarés

### Campeonatos nacionales
| Título              | Club           | País   | Año     |
| ------------------- | -------------- | ------ | ------- |
| Serie B             | Juventus F. C. | Italia | 2006-07 |
| Serie A             | Juventus F. C. | Italia | 2011-12 |
| Supercopa de Italia | Juventus F. C. | Italia | 2012    |
| Serie A             | Juventus F. C. | Italia | 2012-13 |
| Supercopa de Italia | Juventus F. C. | Italia | 2013    |
| Serie A             | Juventus F. C. | Italia | 2014-15 |
| Copa Italia         | Juventus F. C. | Italia | 2014-15 |
| Supercopa de Italia | Juventus F. C. | Italia | 2015    |